# Skellingthorpe
Skellingthorpe är en ort och civil parish i Storbritannien.   Den ligger i grevskapet Lincolnshire och riksdelen England, i den sydöstra delen av landet, 190 km norr om huvudstaden London. Skellingthorpe ligger 15 meter över havet och antalet invånare är 3 414.
Terrängen runt Skellingthorpe är platt, och sluttar västerut. Runt Skellingthorpe är det ganska tätbefolkat, med 108 invånare per kvadratkilometer. Närmaste större samhälle är Lincoln, 5,5 km öster om Skellingthorpe. Trakten runt Skellingthorpe består till största delen av jordbruksmark.